# ال دورادو (فیلم ۱۹۹۵)
«ال دورادو» (انگلیسی: Eldorado (1995 film)) فیلمی در ژانر درام است که در سال ۱۹۹۵ منتشر شد.